# غلالك 47 (تشيلو)
غلالك 47 (بالفارسية: گلالک) هي منطقة سكنية تقع في إيران في قسم تشيلو الريفي. يقدر عدد سكانها بـ 184 نسمة .